# Végennes
Végennes is een gemeente in het Franse departement Corrèze (regio Nouvelle-Aquitaine) en telt 170 inwoners (2005). De plaats maakt deel uit van het arrondissement Brive-la-Gaillarde.

## Geografie
De oppervlakte van Végennes bedraagt 10,1 km², de bevolkingsdichtheid is 16,8 inwoners per km².
De onderstaande kaart toont de ligging van Végennes met de belangrijkste infrastructuur en aangrenzende gemeenten.

## Demografie
Onderstaande figuur toont het verloop van het inwonertal (bron: INSEE-tellingen).